# احمدوان
احمدوان (به انگلیسی: Ahmadwam) یک منطقهٔ مسکونی در پاکستان است که در مناطق قبیله‌ای فدرال واقع شده‌است.

## خصوصیات
احمدوان ۱٬۲۷۰ متر بالاتر از سطح دریا واقع شده‌است.